# Ricardo Allegri
Ricardo Allegri (9 de diciembre de 1958) es un neurocientífico, médico neurólogo y psiquiatra argentino. Es el  Jefe del Departamento de Neurología Cognitiva, Neuropsicología y  Neuropsiquiatría del Instituto de Investigaciones Neurológicas Raúl Carrea (FLENI) en la Ciudad de Buenos Aires, República Argentina, y Presidente del Comité Científico de Asociación de Lucha contra el Mal de Alzheimer (ALMA).

## Trayectoria
En 1981 egresó como médico de la Facultad de Medicina de la Universidad de Buenos Aires. En 1988 terminó su especialización en neurología y en 2007 en psiquiatría. En 1993 terminó su doctorado en Ciencias Médicas. Fue médico residente en el Servicio de Neurología del Hospital de Bellevue, Centre Hospitalier Regional et Universitaire en la Universidad de Saint Etienne, Francia allí realizó su tesis de doctorado. Allegri fue Investigador Visitante en el Department of Neurology del Reed Neurological Research Center en la Universidad de California y Los Angeles (UCLA), Estados Unidos.
En Argentina, Allegri es Investigador Principal del CONICET e  Investigador Principal del Consejo de Investigación del Ministerio de Salud del Gobierno de la Ciudad de Buenos Aires. Fue Jefe del Servicio de Investigación Neuropsicológica (SIREN) del Centro de Estudios Médicos e Investigaciones Clínicas (CEMIC) entre 1993 y 2010. Entre 1993 y 2010 fue consultor del Hospital Británico y, entre 2003 y 2010, fue consultor del Instituto de Neurociencias de Buenos Aires (INEBA).
Desde 2014 es Profesor Adjunto de Neurología en la Facultad de Medicina  de la U.B.A. Además dicta clases de neurología y de afasiología en las carreras de fonoaudiología y en la de musicoterapia en la Universidad del Salvador, en el Servicio de Neurología del Hospital Nacional A. Posadas, en el Servicio de Neurología del Hospital Municipal Abel Zubizarreta. En la Universidad de Belgrano dicta clases de Psiconeurofisopatología y Neuropsicología clínica. Es miembro del Consejo Académico Asesor en la Carrera Interdisciplinaria de Especialización en Neuropsicología Clínica de la Facultad de Psicología de la UBA y dicta Neurociencias en la Universidad Católica Argentina.
Además es miembro del Consejo Académico de la carrera de Especialización en Neuropsicología de la Facultad de Psicología de la U.B.A. Allegri es el director del Doctorado en Psicología con orientación en Neurociencias Cognitivas de la Facultad de Medicina de la Universidad Maimónides en Buenos Aires, y profesor, investigador y Director del Doctorado en Neurociencias Cognitivas de la Facultad de Psicología de la Universidad de la Costa en Barranquilla, Colombia.
Allegri es delegado a Congresos Internacionales de la Sociedad Neurológica Argentina, Fellow American Academy of Neurology, Advisory Board de ISTAART en los Estados Unidos, y miembro del World Dementia Council en Gran Bretaña.
Se dedica fundamentalmente al estudio de la enfermedad de Alzheimer.
Entre sus aportes fundamentales se encuentran el desarrollo de instrumentos de evaluación cognitiva validados para la Argentina, el estudio epidemiológico de la demencia y los deterioros cognitivos en la tercera edad, el estudio de los perfiles de memoria y cognitivos en las diferentes demencias y el estudio de la historia de la neurología en Latinoamérica. Como psiquiatra, también es especialista en neurología de la conducta.
Es el representante por la Argentina en el Consejo Mundial de Demencia (WDC, en inglés).

## Premios y reconocimientos

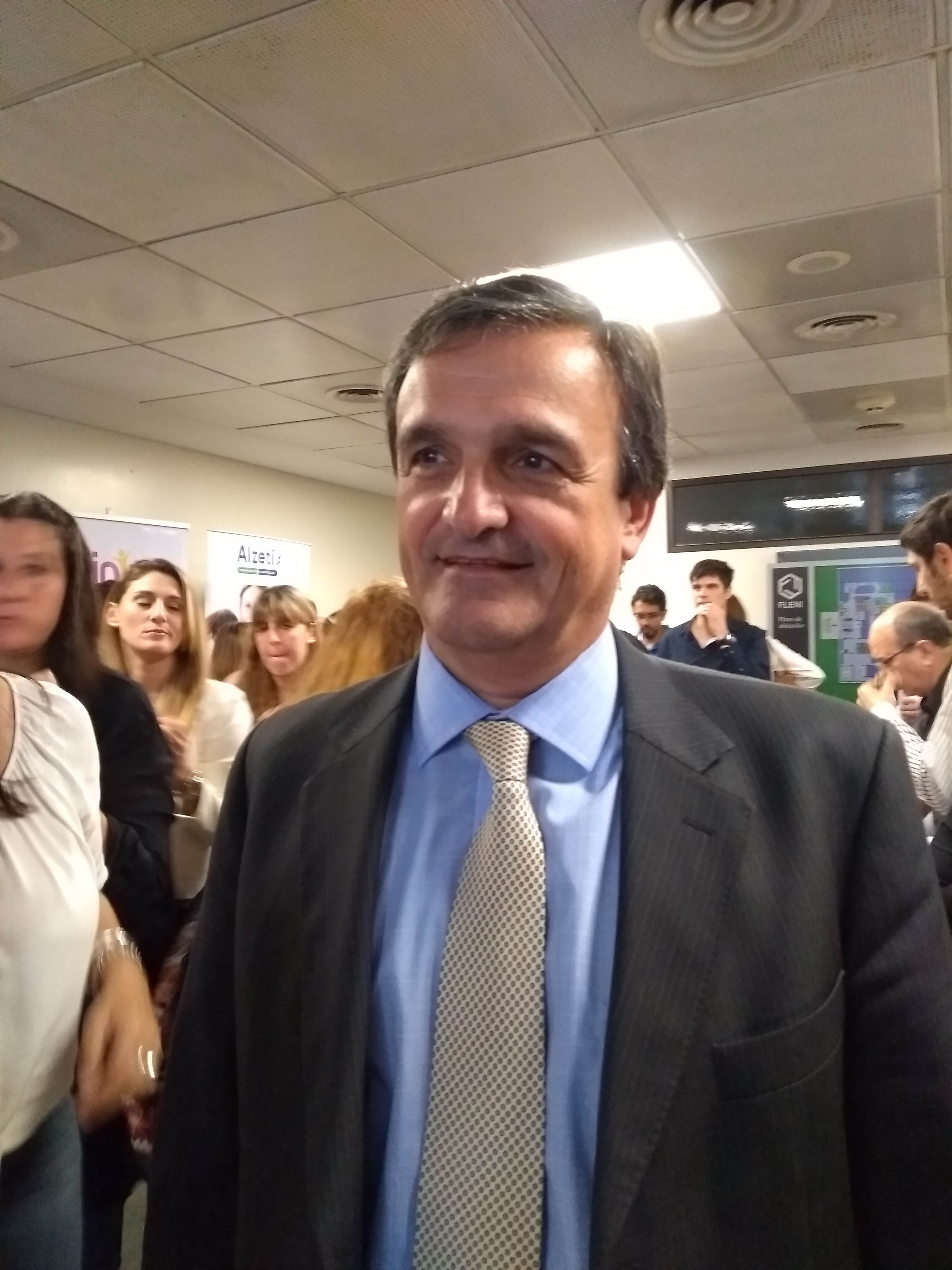
Ricardo Allegri

- Premio Sociedad Neurológica Argentina, 2015.
- Premio Sociedad Neurológica Argentina 2014.
- Premio José María Ramos Mejía, 2013.
- Premio Vocación Neurológica, 2012.
- Huésped Distinguido de la Ciudad Nuestra Señora de La Paz, Bolivia, 2012.

- Premio Academia Nacional de Medicina, 2006.[4]

- Mención de honor del Programa Gestión de Calidad del GCBA, 2004.[4]
- Premio Florencio Fiorini “Avances en geriatría”, 1996.[4]

## Obras
Allegri es autor de más de 200 publicaciones científicas, editor de 13 libros y autor de una cincuentena de capítulos en libros internacionales.